# Cneo Sencio Aburniano
Cneo o Gneo Sencio Aburniano (en latín: Gnaeus Sentius Aburnianus) fue un senador romano que vivió a finales del siglo I y principios del siglo II, y desarrolló su cursus honorum bajo los reinados de Domiciano, Nerva, Trajano, Adriano, y Antonino Pío. 

## Carrera política
Por diplomas militares, que están fechados, entre otros, el 10 de agosto de 123, esta evidenciado que Aburniano fue cónsul sufecto en el año 123 junto con Tito Salvio Rufino Minicio Opimiano.